# Renault Duster
Renault Duster (Да́стер — от англ. dust — «пыль») — кроссовер, разработанный в техноцентре Renault в Гвианкуре. Впервые представлен 8 декабря 2009 года под дочерней маркой Dacia для рынков Европы (хотя автомобили под маркой Dacia Duster выпускались и ранее). Позднее были представлены версии под брендом Renault, производившиеся в России, Бразилии, Индии и Румынии.
В 2014 г. был произведен миллионный Duster, появилась его версия под брендом Nissan Terrano. Дизайн модели разработан Эрде Тунга, рестайлинговую версию 2013 г. разрабатывал Евгений Ткачев, автор экстерьера концепта — LADA XRAY.
Duster Oroch — версия автомобиля с кузовом пикап специально для бразильского рынка. Производится с 2015 года.

## Первое поколение
Автомобиль базируется на платформе Nissan B0. Платформа была существенно модифицирована под использование иных мостов и системы полного привода Nissan All Mode 4x4-i, применяемой также в Renault Koleos, Nissan X-Trail, Nissan Qashqai и Nissan Juke. Выпускается в переднеприводном и полноприводном варианте. Объём багажника составляет 475 л и увеличивается до 1636 л при сложенном заднем ряде сидений. Renault Duster имеет стальную защиту картера двигателя в базовой комплектации, дорожный просвет 21 см и короткие свесы (угол въезда 30°, съезда 35°).
Стоимость разработки составила 290 млн €, около 70 % компонентов заимствованы у существующих автомобилей: передние двери — у Sandero, система полного привода — у Nissan. Водитель с помощью переключателя может выбрать один из трёх режимов работы трансмиссии полноприводной версии автомобиля: Auto (постоянный полный привод с вискомуфтой в режиме автоматической блокировки межосевого дифференциала), Lock (4×4 с заблокированной межосевой муфтой) и 4×2 (только передний привод для уменьшения расхода горючего).

### Безопасность
Duster оборудован ABS Bosch 8.1 с электронным распределением тормозных усилий EBV и электронной системой экстренного торможения EBA. Все комплектации, кроме «Authentique» (базовая комплектация), опционально оснащаются системой стабилизации ESP с контролем недостаточной поворачиваемости и антипробуксовочной с функцией ASR. В зависимости от рынка комплектуется двумя фронтальными подушками безопасности и трёхточечными ремнями безопасности с преднатяжителями для передних сидений. Также может комплектоваться боковыми подушками безопасности.

### Двигатели и технические характеристики
В Российской Федерации Duster предлагался со следующей гаммой двигателей и КПП:
| Рабочий объём    | Тип КПП | Колесная формула | Мощность (л. с.)            | Число цилиндров/клапанов | Вид топлива       | Тип задней подвески                          |
| ---------------- | ------- | ---------------- | --------------------------- | ------------------------ | ----------------- | -------------------------------------------- |
| 1.6 16V K4M(H4M) | МКП5    | 4×2              | 102 (H4M 114 (с 2015 года)) | 4/16                     | Бензин            | Полунезависимая, пружинная                   |
| 1.6 16V K4M(H4M) | МКП6    | 4×4              | 102 (H4M 117 (с 2015 года)) | 4/16                     | Бензин            | Независимая, многорычажная, пружинная, с СПУ |
| 2.0 16V F4R      | АКП4    | 4×2              | 135 (143 (с 2015 года))     | 4/16                     | Бензин            | Полунезависимая, пружинная                   |
| 2.0 16V F4R      | МКП6    | 4×4              | 135 (143 (с 2015 года))     | 4/16                     | Бензин            | Независимая, многорычажная, пружинная, с СПУ |
| 2.0 16V F4R      | АКП4    | 4×4              | 135 (143 (с 2015 года)      | 4/16                     | Бензин            | Независимая, многорычажная, пружинная, с СПУ |
| 1.5 8V K9K       | МКП6    | 4×4              | 90 (109 (с 2015 года))      | 4/8                      | Дизельное топливо | Независимая, многорычажная, пружинная, с СПУ |

### Рестайлинг
В ноябре 2013 года представлен модернизированный кроссовер. Автомобиль пережил некоторые внешние изменения, была переработана передняя панель салона, расширился список оборудования.

### Автоспорт

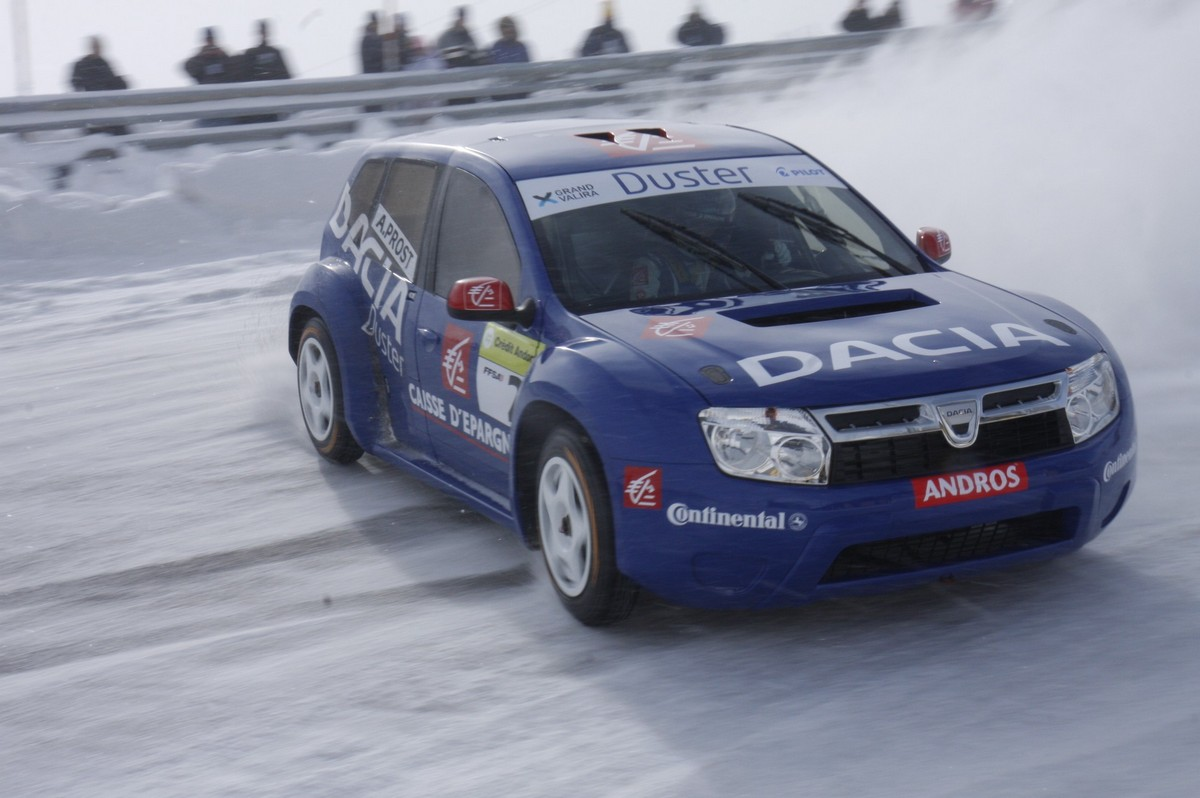
Гоночный Duster на трассе Grandvalira

Гоночный прототип Dacia Duster, оснащённый трехлитровым двигателем V6 мощностью 350 л. с., с Аленом Простом за рулем участвует в зимней серии Trophee Andros. Технически гоночный автомобиль не имеет ничего общего с серийным Дастером: шасси этой машины — пространственная рама из труб круглого сечения, двигатель установлен продольно перед задней осью, все панели кузова пластмассовые, но близко повторяющие форму серийных.

### Концепт-кар
Впервые представлен в 2009 году на автосалоне в Женеве. Имеет четыре сиденья, которые могут быть преобразованы в два: пассажирское сиденье задвигается под водительское, а заднее правое поднимается вертикально. Таким образом, справа образуется свободное пространство объёмом 2000 л, куда помещается велосипед.

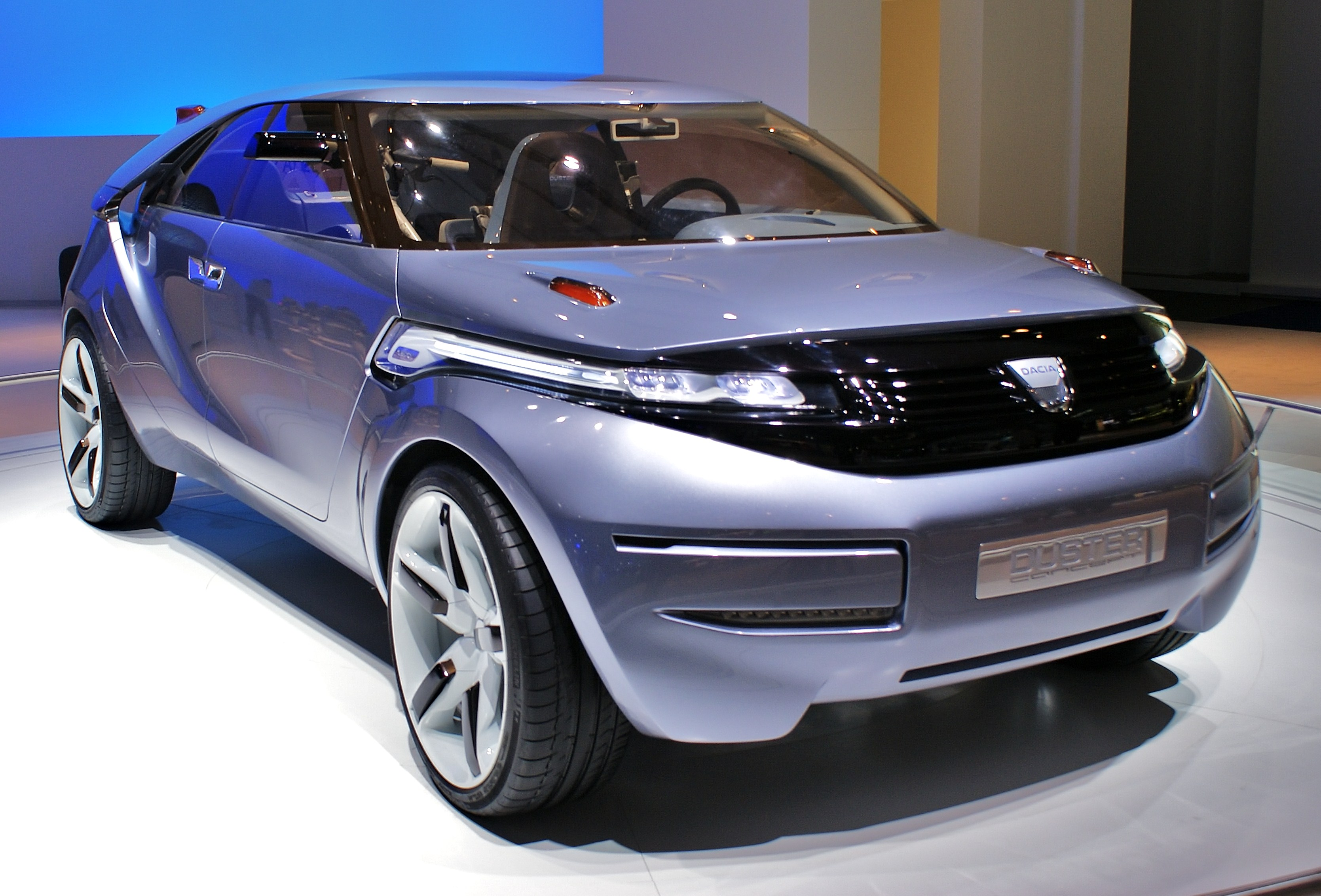
Duster Concept во Франкфурте, сентябрь 2009

Концепт асимметричен за счет различного количества боковых дверей. Со стороны водителя это спортивное купе, с противоположной — MPV с распахивающимися навстречу дверьми и кузовом без центральной стойки.
Внешний вид концепта создан в студии Renault Design Central Europe в Бухаресте. Его автор — выпускник МГТУ МАМИ 2008 Арсений Костромин. Салон придумала Анна Задник из Хорватии. Серийный автомобиль разрабатывался другой группой дизайнеров. В Великобритании под маркой Dacia Duster продавался румынский внедорожник ARO 10 с мотором Renault.

### Duster в России
Производство Renault Duster в модификации, предназначенной для продажи на территории России и стран СНГ, организовано на московском заводе «Автофрамос» на бывших площадях АЗЛК. Максимальная производительность — около 80 тыс. кроссоверов в год. Это почти половина максимальной мощности Автофрамоса, где, кроме Duster, производят ещё четыре модели Renault: Logan, Sandero, Fluence и Megane. Производство товарных машин началось в конце 2011 года, а продажи стартовали в начале 2012.
Конструктивные особенности «российского» Duster: бачок омывателя стекол увеличенного объёма (до 5 литров), аккумулятор и генератор большей мощности, стальная защита низа силового агрегата, отсутствие сажевого фильтра для модификации с дизельным двигателем, улучшенный интерьер. Также, в отличие от Европы, предлагаются бензиновые двигатели рабочим объёмом 2,0 литра и автоматическая коробка переключения передач.
24 апреля 2013 года Renault Duster стал победителем премии «Автомобиль года в России 2013» в номинации «Компактные внедорожники».
В марте 2019 года автомобили Sr Duster, выпущенные с ноября 2017 года, попали под отзывную кампанию из-за неправильного размещения уплотнительной мембраны в усилителе тормозов.

### Nissan Terrano
В 2013 году для рынков России и Индии был разработан ребеджинговый вариант автомобиля Renault Duster, получивший имя Nissan Terrano. На индийском рынке он был представлен с 2013 по 2019 год, на российском — с 2014 по 2022 год.
Отличия Nissan Terrano от Duster:
- более жёсткая подвеска,
- наличие пластиковых расширителей колёсных арок, и, как следствие, другая форма брызговиков,
- решётка радиатора,
- форма передних фар,
- форма передних крыльев (в области фар и зеркал),
- форма дверей (в области зеркал и нижней части),
- форма переднего бампера и заднего бампера,
- форма задних фонарей (в модели Renault Duster фонари не заходят на двери),
- уменьшенные углы въезда и съезда (из-за бамперов),
- иное цветовое оформление около боковых окон,
- закрывающийся центральный бардачок в салоне.

## Второе поколение
Второе поколение было анонсировано в период с 14 по 24 сентября 2017 года во время Франкфуртского автосалона, а серийные модели поступят на румынский рынок в ноябре 2017 года. Второе поколение было выпущено в 2021 году в России.

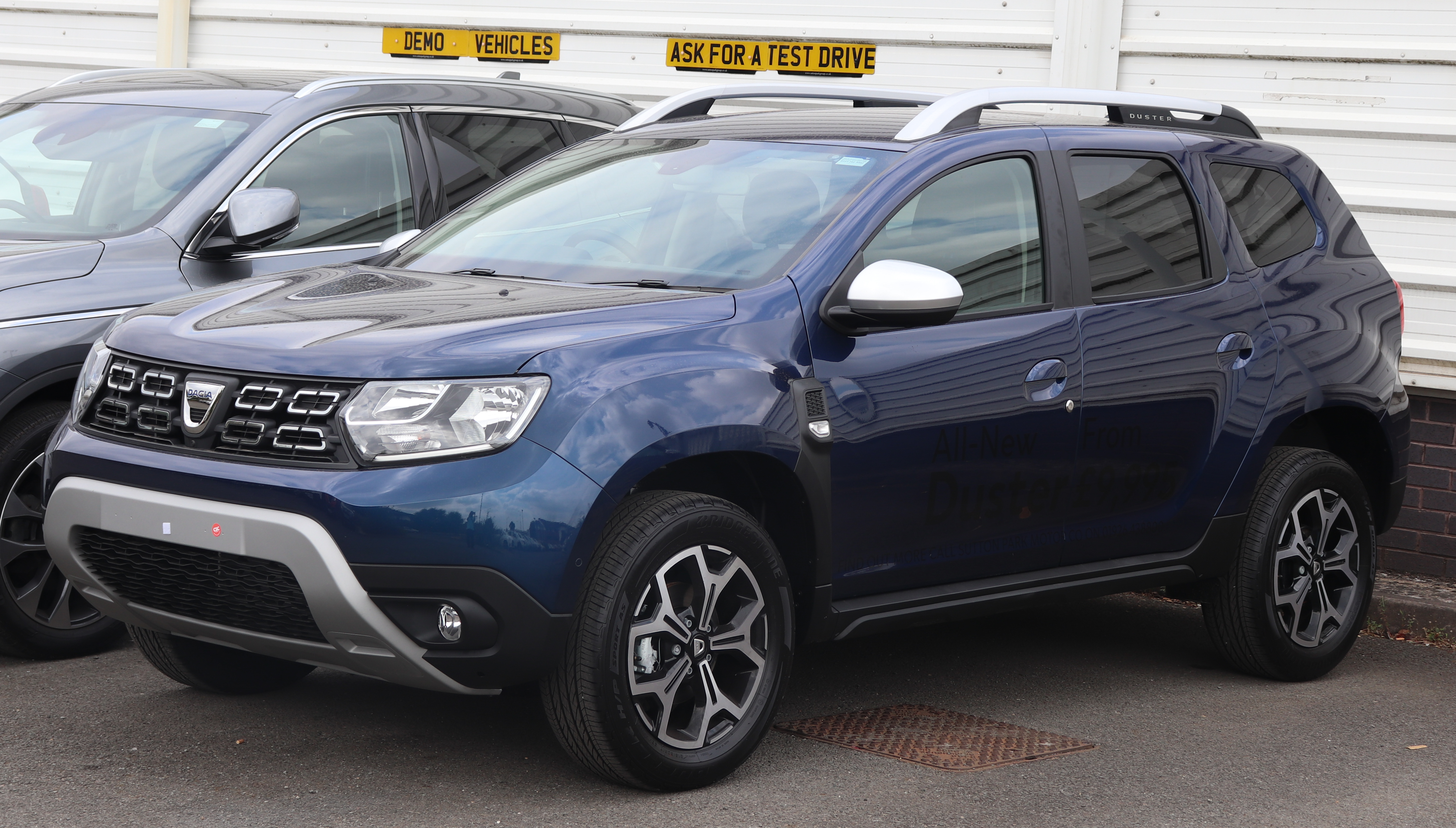
2018 Dacia Duster
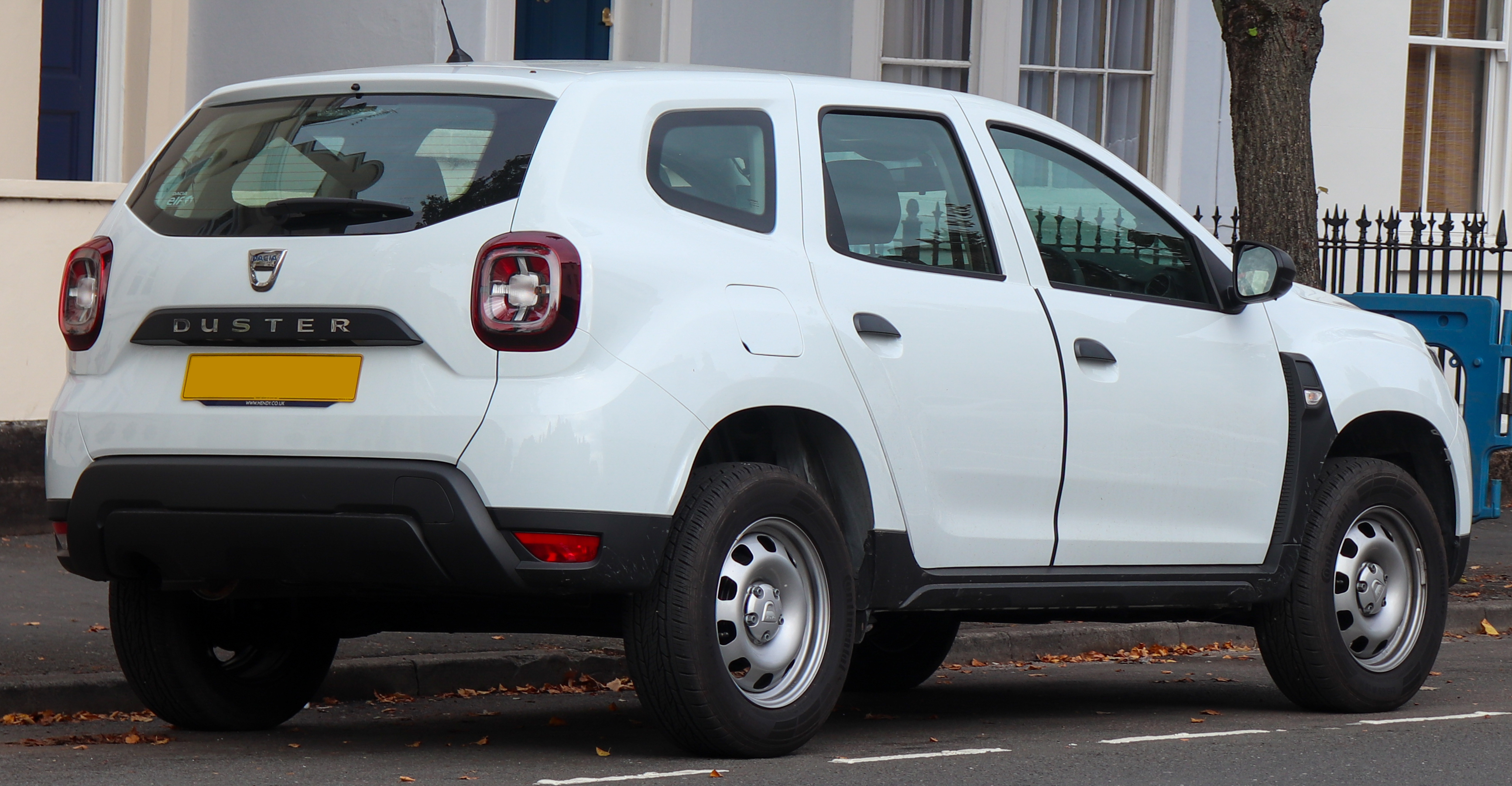
2019 Dacia Duster Access (Великобритания)
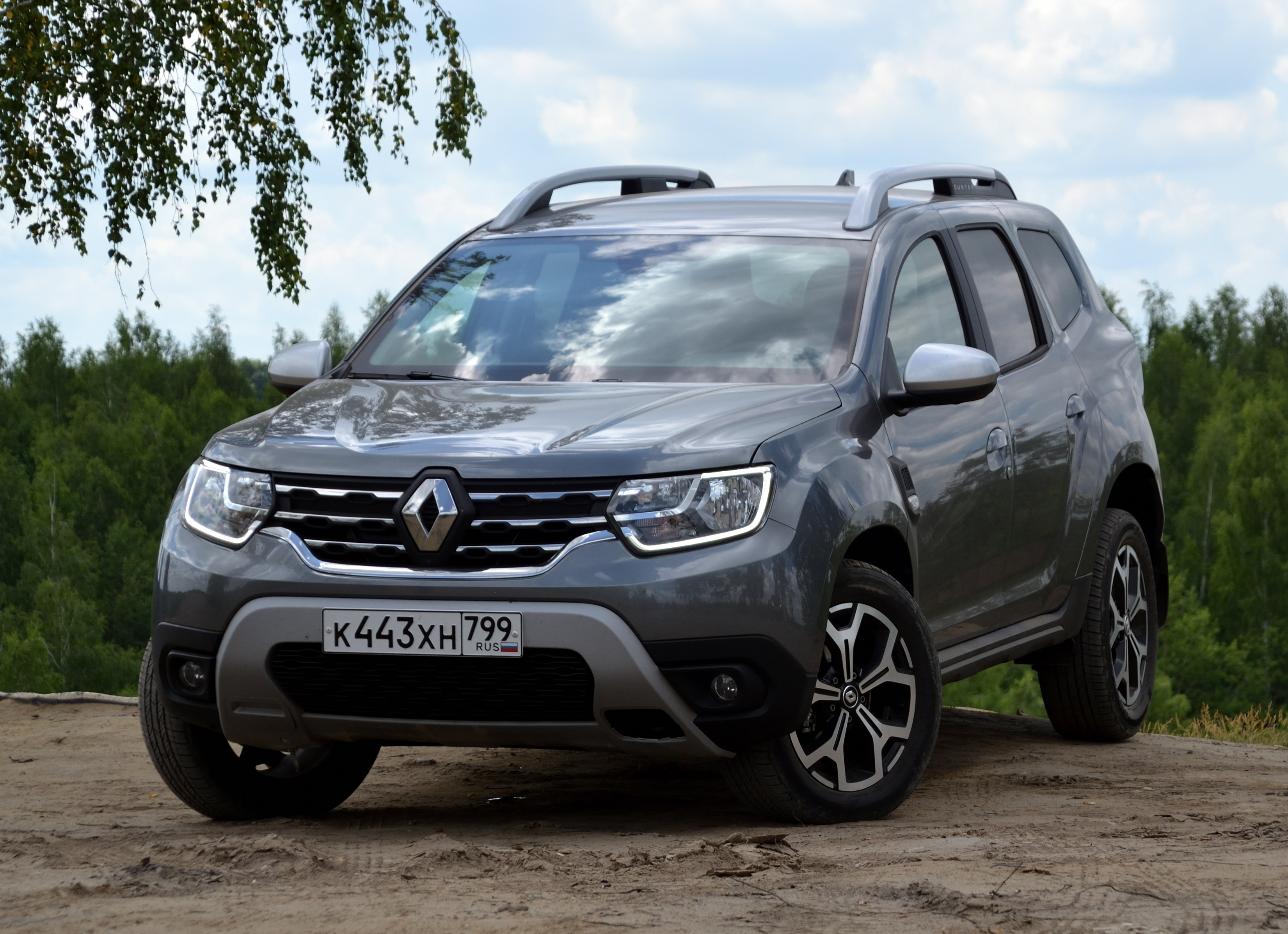
2021 Renault Duster (Россия)
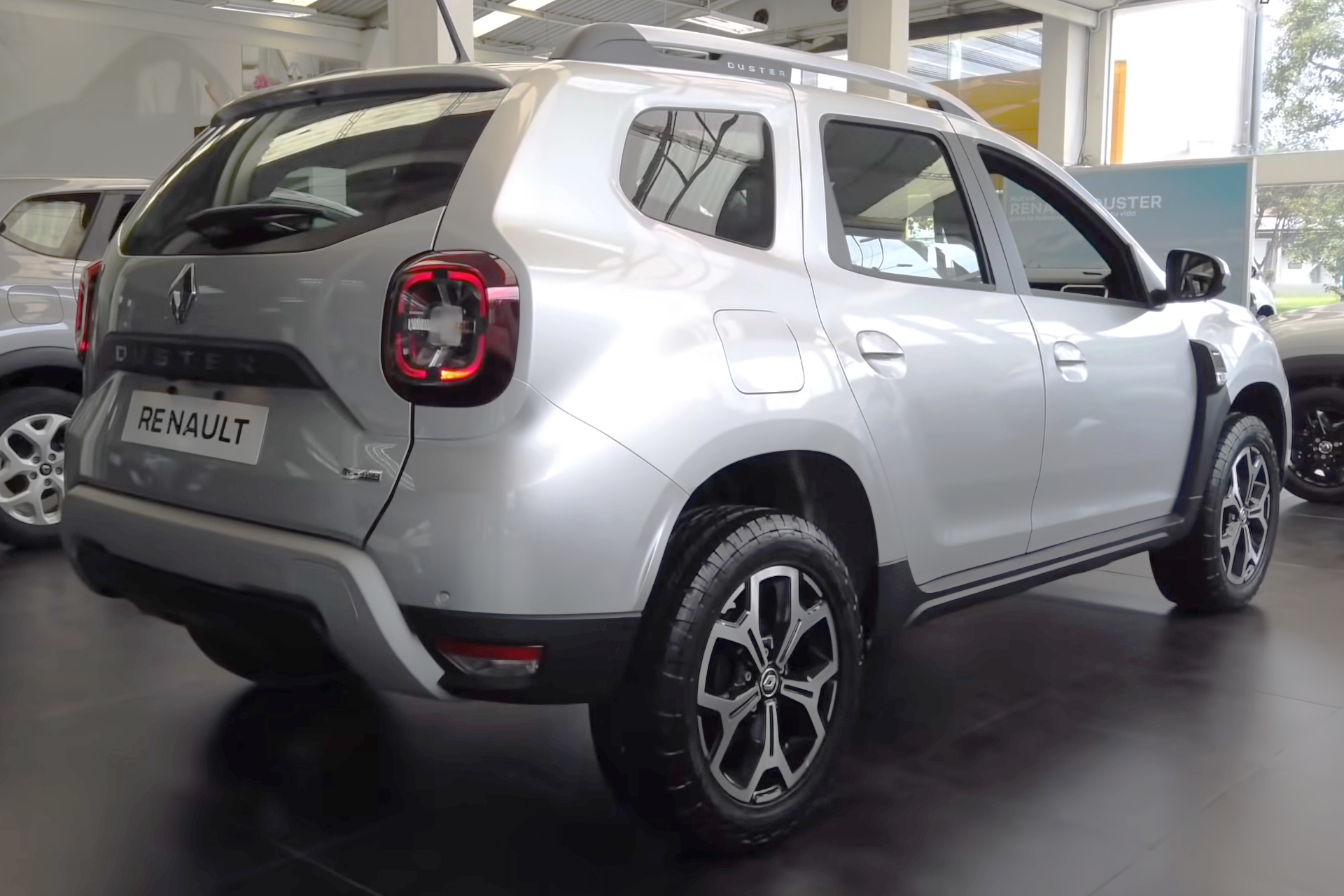
2022 Renault Duster Intens 4×4 (Колумбия)
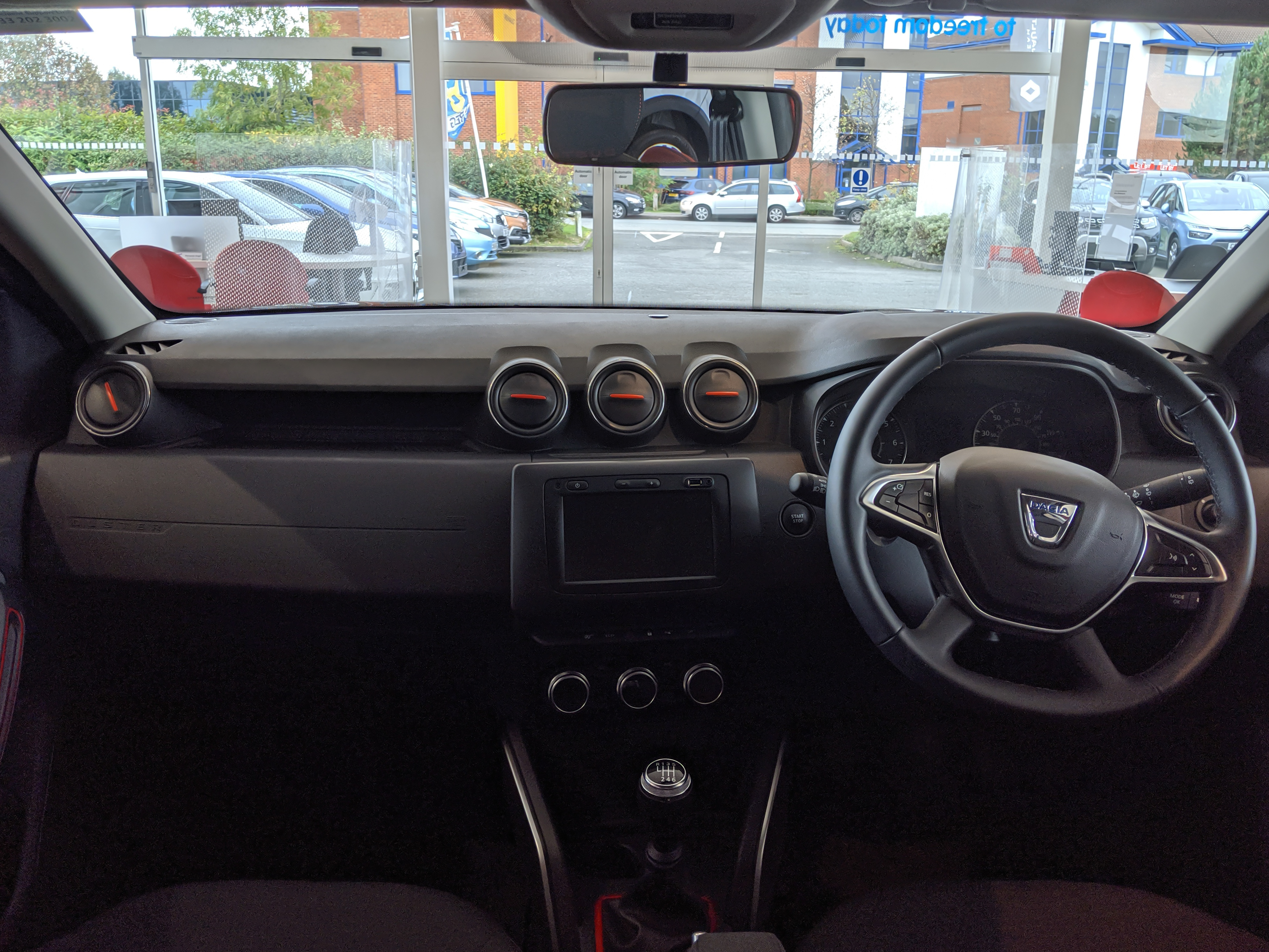
Салон (Dacia Duster)
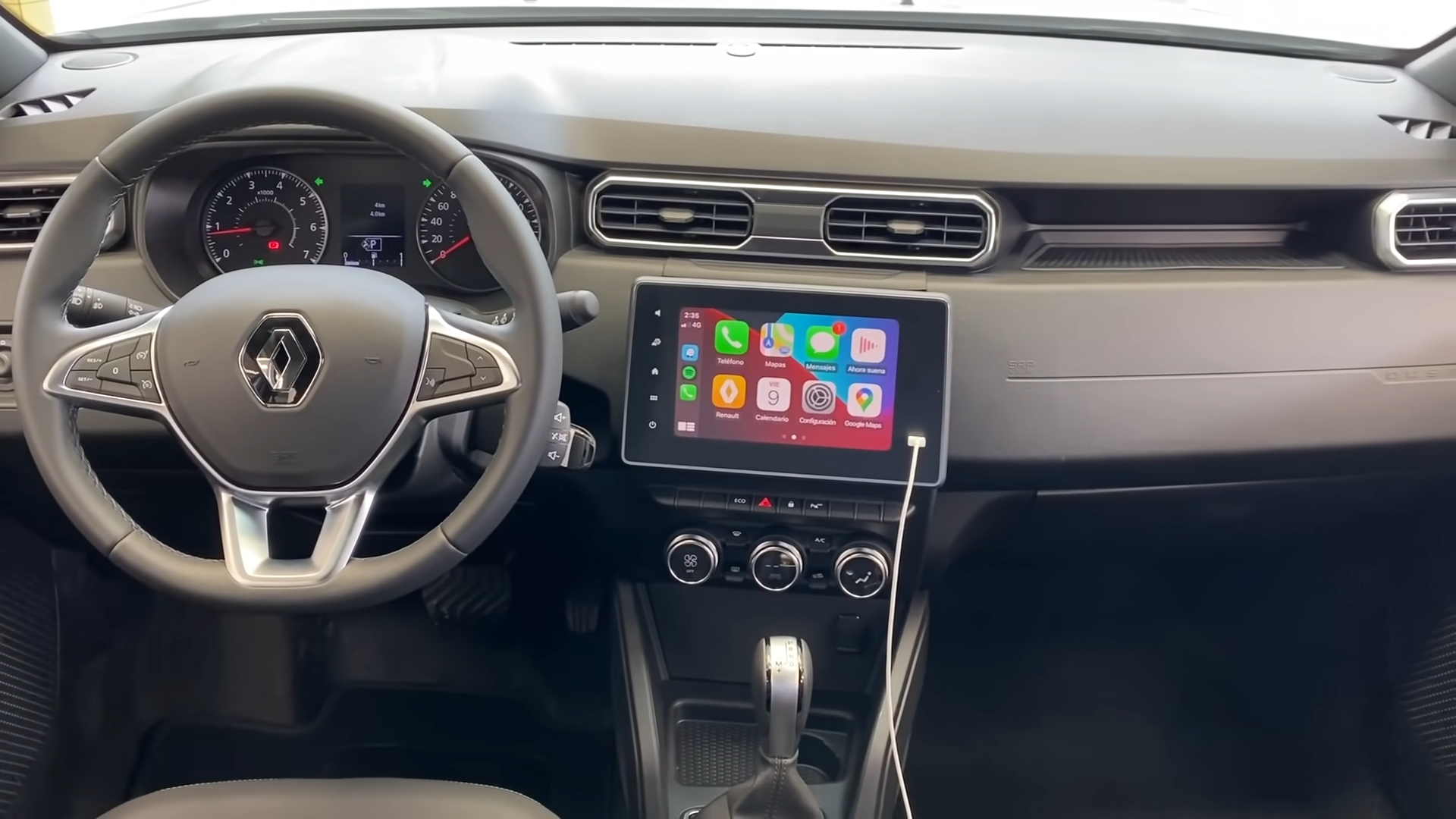
Салон (Renault Duster, Латинская Америка)

### Награды
Получил всероссийскую премию «Лучший автомобиль 2022 года в классе компактные внедорожники»[от кого?].

## Третье поколение
Dacia Duster третьего поколения 2024 модельного года был представлен 29 ноября 2023 года. Он изменил свою архитектуру, используя удлиненную версию модульной платформы CMF-B, на которой базируется Renault Captur, а также Dacia Sandero и Jogger.

Заказы будут открыты в начале 2024 года, а поставки начнутся с мая по июнь 2024 года.